# Stephanie St. Clair

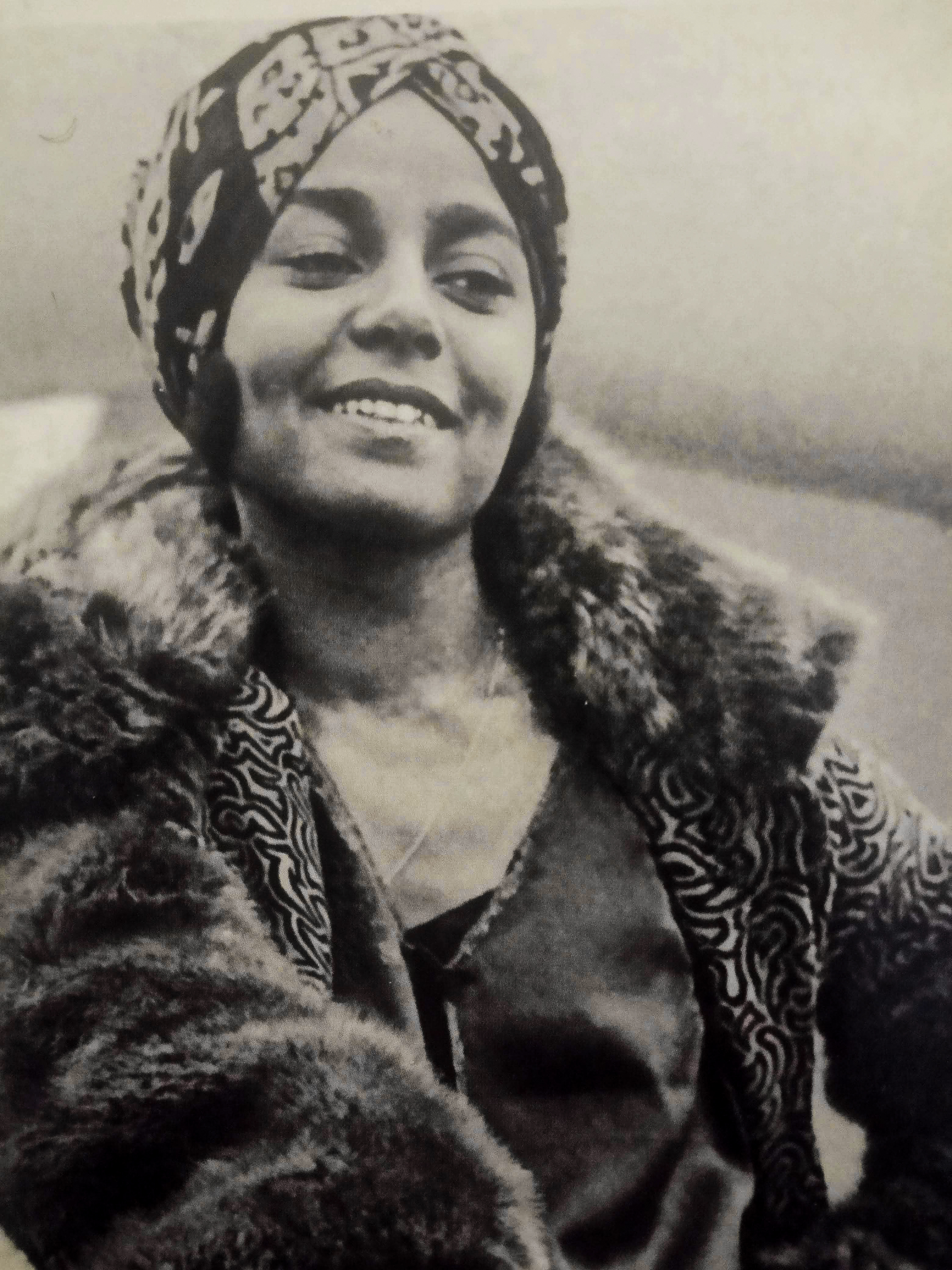
Stephanie St. Clair

Stephanie St. Clair war eine bekannte Racketeerin, ein Begriff der das einstige Gaunerwesen innerhalb der sozialen, ökonomischen und politischen Gemeinschaften New York Citys beschreibt. St. Clairs Tätigkeit spielte sich innerhalb der afroamerikanischen Gemeinschaften in Harlem in der ersten Hälfte des 20. Jahrhunderts ab.

## Leben
St. Clair wurde vermutlich in den 1880er-Jahren auf den französische Karibikinseln Martinique oder Guadeloupe oder aber in Marseille geboren. Es gibt widersprüchliche Angaben zu ihrem genauen Geburtsort und -jahr, sowie zu ihrer Ankunft in New York, die wahrscheinlich in den 1910er-Jahren stattfand. Sie begann ihre Karriere im Zahlenlotto-Geschäft in Harlem im Jahr 1923 und wurde schnell zu einer einflussreichen Figur in diesem Bereich, der damals hauptsächlich von afroamerikanischen Gemeinschaften betrieben wurde. St. Clair genoss als „Tigerin aus Marseille“ ein luxuriöses Leben, verdiente angeblich bis zu 200.000 Dollar jährlich und besaß mehrere Immobilien in Harlem.

## Wirken
St. Clairs Haupttätigkeit lag im Zahlenlotto (Policy Racket), einer Form des illegalen Glücksspiels, das besonders in den afroamerikanischen Gemeinschaften Harlems während der 1920er- und 1930er-Jahre populär war. Sie war eine der wenigen afroamerikanischen Frauen, die in dieser männerdominierten Branche eine führende Rolle spielten. Ihre Fähigkeiten und ihr Einfluss brachten ihr den Respekt vieler Menschen in Harlem ein, nicht zuletzt aufgrund ihres Engagements für die afroamerikanische Gemeinschaft und ihres Mutes, sich gegen Unterdrückung und Korruption zu wehren. St. Clair setzte ihre Ressourcen zur Unterstützung schwarzer Unternehmen ein. Sie bekämpfte aktiv die Übernahme des Zahlenlotto-Geschäfts durch weiße Gangster und setzte sich gegen Polizeibrutalität und Korruption ein. Trotz ihrer kriminellen Aktivitäten wurde St. Clair von vielen als eine Art Robin Hood gesehen, die sich für die Unterprivilegierten einsetzte.